# 1716 w polityce
Wydarzenia polityczne w 1716 roku.

## Zmarli
- Kandyd Kazimierz Potocki, polski zakonnik[1].